# Certificat d'origine
Un certificat d'origine (abrégé C/O, COO ou CoO) est un document utilisé dans le commerce international. Imprimé ou sous format électronique, il est complété par un exportateur et certifié par un organisme accrédité, afin d'attester que les produits exportés sont bien produits, fabriqués ou transformés dans un pays particulier. 

## Contexte historique

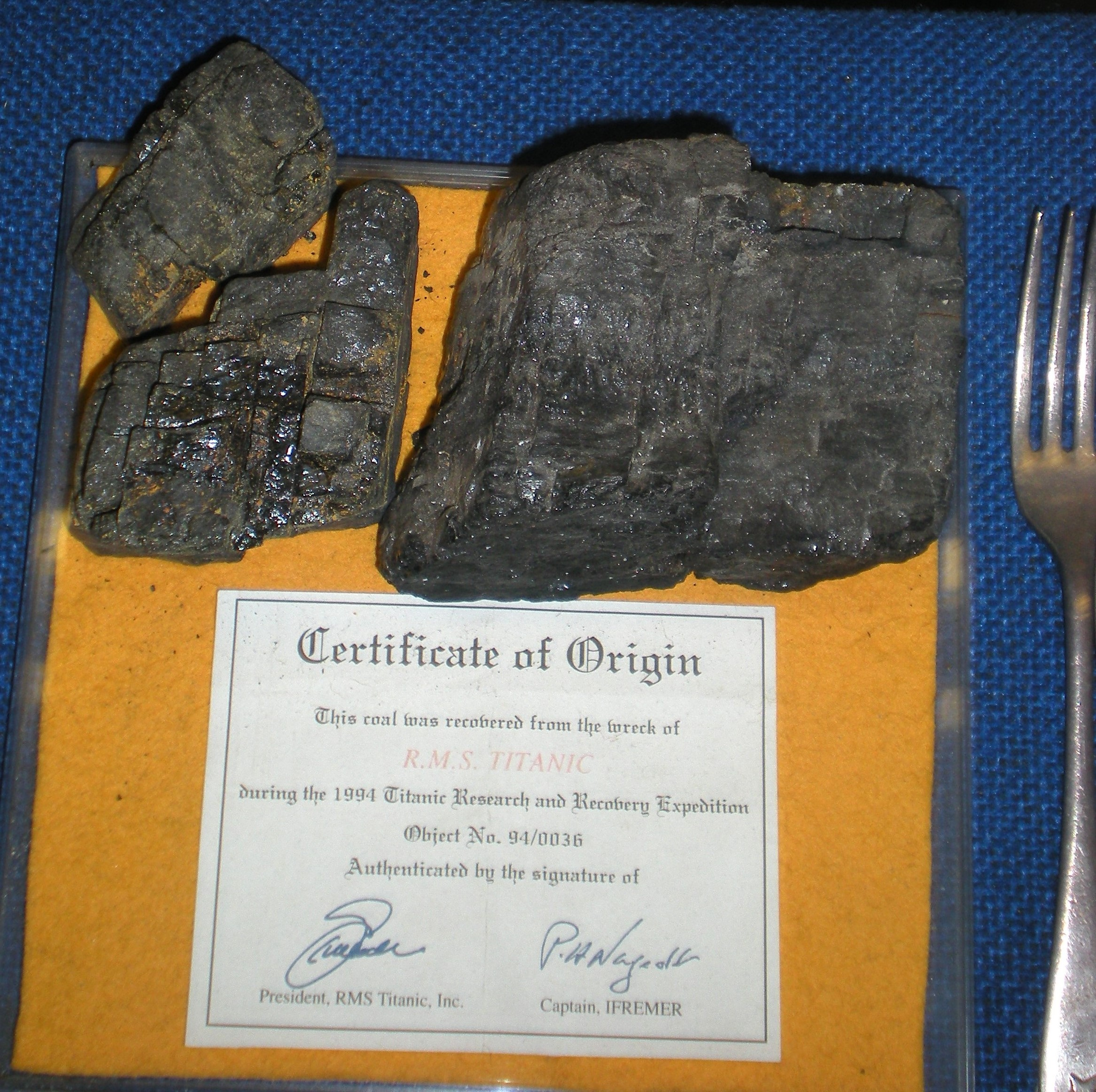
Certificat d'origine: Ce charbon a été retrouvé dans l'épave du R.M.S. Titanic lors de son expédition de recherche et de récupération en 1994

Le premier certificat d'origine fut émis par la chambre commerciale provinciale de Marseille à la fin du XIXe siècle. La formalisation du rôle des chambres de commerce remonte à la convention de Genève en 1923, relative à la simplification des formalités douanières. Elle a depuis été renforcée par la Convention de Kyoto. 
Sous ces conventions, les pays signataires ont autorisé les organismes possédant l'autorité nécessaire à émettre des certificats d'origines. 
En 1968, pendant le round de l'Uruguay, un accord a été atteint sur les règles d'origination, afin de rendre les régulations et pratiques plus transparentes. 
Plus tard, en 1999, la nouvelle convention de Kyoto ajouta une annexe sur la simplification et l'harmonisation des procédures douanières afin de faciliter le transfert de document légaux dans le cadre du commerce international. 
En 2008, 350 accords de libre-échange contenaient des provisions offrant des préférences tarifaires, d'où une augmentation des certificats d'origine dits préférentiels.

## Le pays d'origine
Le pays d'origine ne renvoie pas au pays d'où les produits exportés ont été expédiés, mais au pays où ils ont été produits. S'ils ont connu des étapes de fabrication dans plusieurs pays, on considère que le pays d'origine est le pays ou le dernier processus significatif de fabrication a eu lieu. Le plus souvent, on considère que lorsque plus de la moitié des coûts de production ont eu lieu dans un pays, ce pays est le pays d'origine du produit. 
Dans le cas des unions commerciales, les certificats d'origine peuvent mentionner l'union commerciale en tant que pays d'origine (par exemple, l'Union européenne) plutôt qu'un pays particulier. Le pays d'origine est particulièrement important pour le calculs des droits de douane et autres mesures de politique commerciale extérieure. Cependant, tous les produits ne requièrent pas un certificat d'origine : tout dépend du produit, de son origine et de la manière dont la transaction est financée.

## Délivrance
Pour être valide, un certificat d'origine doit être signé par l'exportateur, et contre-signé par la chambre de commerce locale. Pour certains pays de destination, le document doit également être signé par le consulat. 
La Fédération mondiale des chambres de commerce travaille à l'harmonisation des certificats, des procédures de délivrance et des standards. 

## Types de certificats d'origine

### Préférentiels et non-préférentiels
Les certificats d'origine non-préférentiels sont les plus répandus. Ils couvrent les produits provenant de pays exportateurs ne bénéficiant pas de traitement commercial préférentiel. La plupart des chambres de commerce sont autorisées à délivrer ces COOs. 
Un certificat dit préférentiel atteste que le pays d'origine du produit qu'il couvre bénéficie d'un traitement commercial préférentiel, en particulier dans le cadre d'un accord de libre-échange (ALE). Ce certificat est indispensable afin que les autorités douanières du pays de destination puisse décider du traitement commercial préférentiel, suivant les règles applicables de la zone de libre-échange. 
Le pays d'origine et l'origine préférentielle sont deux concepts distincts. Par exemple, l'Union européenne détermine l'origine du produit selon l'endroit où a eu lieu sa dernière transformation significative. 
Dans la plupart des pays (comme la Nouvelle-Zélande, l'Australie, la Suède et le Royaume-Uni), les autorités douanières délèguent le pouvoir d'octroyer des certificats d'origine préférentiels aux chambres de commerce. 

### Déclinaisons régionales

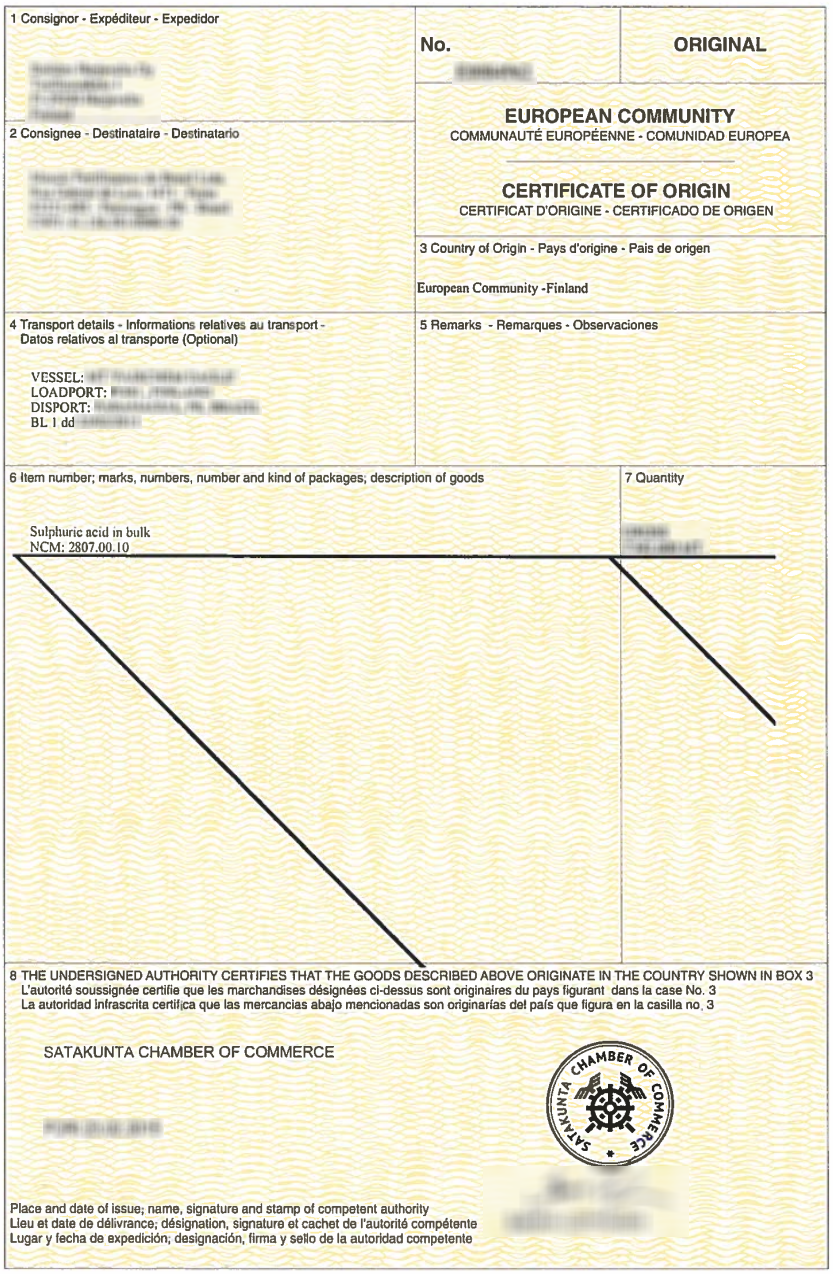
Un certificat d'origine de l'Union Européenne, pour un cargo chargé en Finlande

Avec la multiplication des zones commerciales et de libre-échange, de nombreux formulaires ont vu le jour et sont utilisés comme certificats d'origine valides. 
Par exemple, l'Union européenne accepte le certificat de mouvement EUR.1 comme certificat d'origine. Ce dernier est notamment indispensable afin de participer au système généralisé de préférences. 
Selon le pays exportateur et le pays importateur, ainsi que les règles de commerce applicable, d'autres formulaires sont utilisés:  le formulaire A, B (utilisé dans le cadre de l'accord Asie-Pacifique), E (accord de libre-échange entre l'ASEAN et la Chine), F (libre échange entre la Chine et le Chili), N (Chine et Nouvelle-Zélande), X (Chine et Singapour), EUR-MED (zone euro-méditerranéenne de libre-échange), ATR.1 (entre l'UE et la Turquie), certificat d'origine des États-Unis, ALENA, et d'autres. 
Cependant, tous les certificats d'origine suivent le même modèle et incluent des champs renseignant sur le pays d'origine, l'exportateur, le moyen de transport, le produit et sa quantité, ainsi que l'organe délivrant et signant le certificat. 

### Certificats d'origine électroniques
Les chambres de commerce délivrent des millions de certificats d'origine chaque année. Les certificats sous forme électronique permettent de faire face à cette augmentation du volume.